# سلم خماسي (موسيقى)
المقام الخماسي أو السلم الخماسي هو سلم موسيقي يتكون من خمس نغمات (أصوات) في كل طبقة صوتية انطلاقاً من جهة
القرار، على نقيض السلم السباعي الذي يتكون من سبعة نغمات سواء كان سلماً كبيرا أم صغيراً. ويختلف موقعا فراغي النوتتين في السلم الخماسي. فتارة يحتلان الدرجتين الرابعة والسابعة، كما هو الحال في موسيقى الحقيبة السودانية أو الموسيقى النوبية المصرية أو موسيقى حلقات أحواش في الأطلس الكبير والأطلس الصغير المغربيتين، وفي أغاني الروايس في منطقة سوس بجنوب المغرب وقد يكونا في الدرجتين الثانية والسادسة كما هو الحال في سلم «باتي» الكبير في الأغاني الإثيوبية، وقد يحتلان الدرجتين الثالثة والسادسة كما في أغاني قناوة في جنوب المغرب أ وفي نوبة الرصد الأندلسية، وقد يتموضعان في الدرجتين الثالثة والسابعة. ففي الموسيقى الأندلسية وأغاني قناوة المغربية التي تعزف على نغمة «ري» تغيب الدرجتين الثالثة «فا» والسادسة «سي».[وصلة مكسورة]

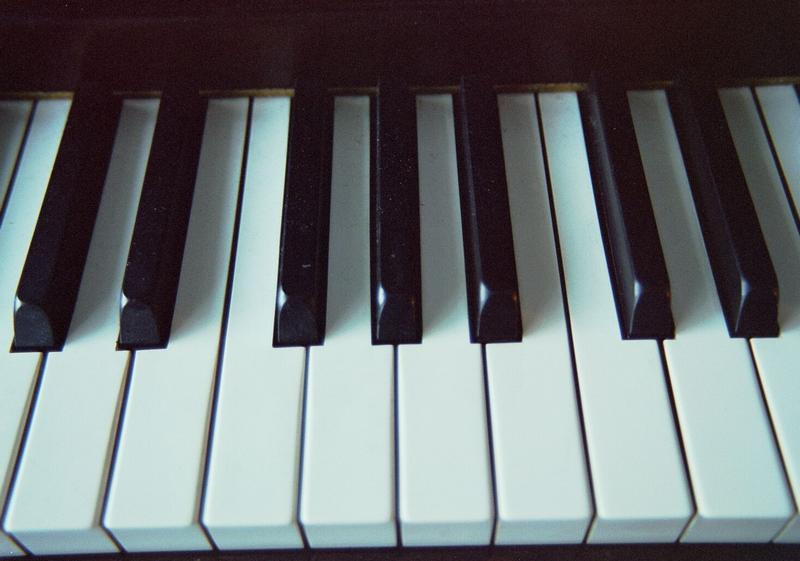
مفاتيح البيانو السوداء تشكل مقياساً للسلم الخماسي

## أنماط السلم الخماسي

### السلم الخماسي بنصف النغمة وعديم نصف النغمة
يصنف علماء الموسيقى السلم الخماسي من حيث الأنغام إلى نوعين إما سلم خماسي بنصف نغمة hemitonic أو سلم خماسي عديم نصف النغمة anhemitonic ويحتوي النوع الأول على نصف نغمة واحدة أو أكثر والآخر عكسه، ونجد أمثلة النوع الأول في موسيقى بعض مناطق شمال وغرب أفريقيا والتي تحتوي بدورها على درجات نغمية منخفضة ثانية وثالثة وسادسة مما يعني بأن هذا النمط الموسيقي يكون كالتالي:
C، D منخفضة، E منخفضة، G، A منخفضة، C.
وقد يكون من نسخة أخرى تتكون من درجتين منخفضتين ثالثة وسادسة على نحو:
C، D، E منخفضة، G، A منخفضة، C.
يمكن بناء السلم الخماسي عديم نصف النغمة على عدة طرق من بينها عزف سلم خماسي كبير يحتوى على فراغات. وفي كل الأحوال، فإن لدى السلم الخماسي طابعاً مميزاً فريداً ولهذا فهو يعتبر سلماً مكتملا من حيث تناسق الأنغام. ويأخذ البناء الواحد للسلم الخماسي خمس طبقات صوتية pitches متتالية من دائرة الأخماس circle of fifths انطلاقاً من C، وهذه الطبقات هي، C، G، D، A، و E مع نقلها لتتناسب مع المسافة الموسيقية (اوكتاف octave) واحدة وإعادة ترتيب الطبقات إلى سلم خماسي أكبر: C, D, E, G, A.
| C نوتة سلم خماسي كبير | play ⓘ |

### سلم خماسي كبير وسلم خماسي أصغر
على الرغم من أن من الممكن أن يطلق علي مختلف انماط السلم الخماسي عديم نصف النغمة بأنها سلالم خماسية صغرى، إلا أن المصطلح غالباً ما ينطبق على السلم الخماسي الأصغر نسبياً المنبثق عن السلم الخماسي الأكبر، وذلك باستخدام النغمات 1، 3، 4، 5، و 7 من السلم الطبيعي الأصغر.
ومن الممكن اعتباره بأنه بمثابة سلم موسيقي لموسيقى بلوز يحتوي على فراغات. وبناء عليه ستكون نغمة C في السلم الخماسي الأصغر هي C، E منخفضة، F، G، B منخفضة. وتكون نغمة السلم الخماسي A الأصغر نسبياً، هي نفس نغمات السلم الخماسي الأكبر C، انطلاقاً من A لتعطي A، C، D، E، G. هذا السلم الخماسي الأصغر يحتوي على جميع النغمات الثلاثة للثالوث A الأصغر.
| نوتة سلم خماسي أصغر | play ⓘ |

 .

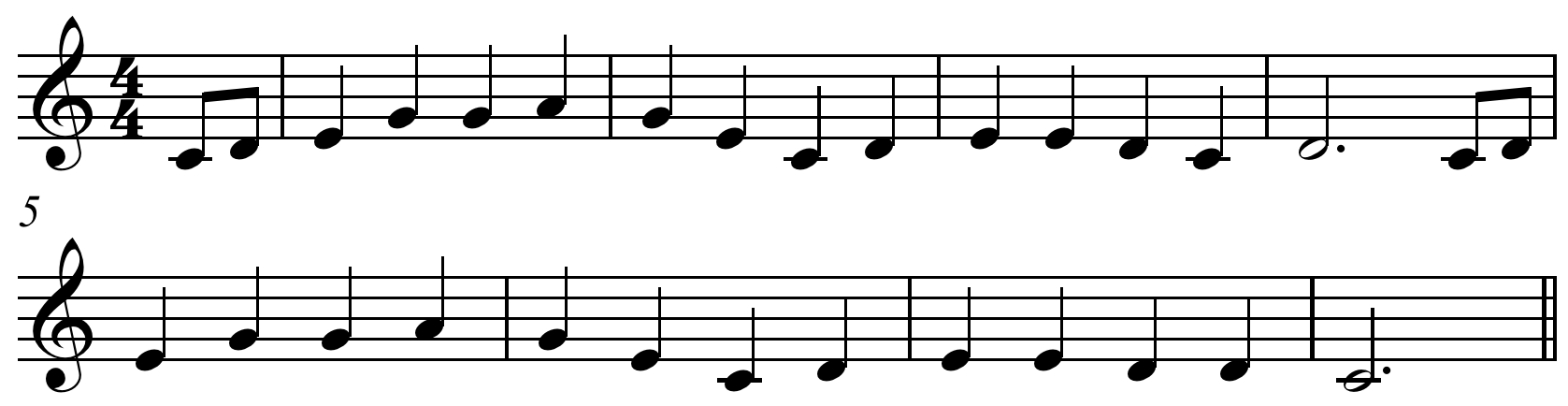
المقطع الأول والثاني من لحن أو سوزانا لإستيفن فوستر تقوم على سلم خماسي

يعتبر السلم الخماسي الذي يسقط الدرجتين الرابعة والسابعة من أشهر السلالم الخماسية وأكثرها انتشاراً، حيث يسود موسيقى شرق أفريقيا (السودان والصومال وإثيوبيا) وشمال أفريقيا (النوبة في جنوب مصر ومنطقة سوس في جبال الأطلس الصغير والشلوح في الأطلس الكبير بالمغرب) وشرق آسيا (الصين واليابان وفيتنام وكوريا). وقد انتقل استعماله إلى القارة الأميركية مع زنوج إفريقيا (بورتو ريكو وموسيقى البلوز الأمريكية) ومن أمثلته أغنية ستيفن فوستر الشهيرة «آه، سوزانا Oh Susanna» التي يقول مطلعها وهو على السلم الخماسي:
I come from Alabama with my banjo on my knee
I'm going to Louisiana, my true love for to see
It rained all night the day I left
The weather it was dry
The sun so hot, I froze to death
Susanna, don't you cry
جئت من ألاباما والبانجو يتدلى على ركبتي
وأنا ذاهب إلى لويزيانا لأرى أصدق أحبتي
آه، سوزانا لا تبكي من أجلي لا تبكي
ويوجد السلم الخماسي في موسيقى أوروبا ومن نماذجه موسيقى اسكتلندا (التي تعزف نشيدها الوطني على السلم الخماسي) والموسيقى الشعبية المجرية واليونانية.
ويمكن أن يعزى سبب انتشارالسلم الخماسي خاصة النمط الذي تنعدم فيه نصف النغمة، إلى الغياب التام لفترات السكوت الأكثر تنافرا بين أية درجة وأخرى، فلا يوجد نصف نغمة (وبالتالي لا وجود للدرجة السابعة الكبيرة المكملة) ولا أية نغمات ثلاثية. وهو بذلك لا يخرج عن صنفين اثنين الثانية الكبيرة، والثالثة الصغيرة.وهذا يعني أن أية درجة لمثل هذا السلم يمكن عزفها على أي ترتيب أو تركيبة دون أن يكون هناك أي تضارب أو تنافر. وتعتبر الدرجات الأولى والثانية الثالثة والخامسة من المرتكزات الأساسية فيه.
يستخدم السلم الخماسي في الأغاني والترانيم الموسيقية في العديد من بلدان أفريقيا وآسيا وأوروبا وأمريكا ومن بينها:
- ألبانيا ودول البلقان
- جزيرة بالي (اندونيسيا)
- اسكتلندا
- اليونان
- اليابان
- جزيرة جاوة (اندونيسيا)
- جزر البحر الكاريبي
- كوريا
- المجر
- منغوليا
- تنزانيا
- فيتنام
- الصين
- السودان
- الصومال
- جيبوتي
- جنوب مصر (النوبة)
- الأطلس الصغير والأطلس الكبير(المغرب)
- إريتريا
- إثيوبيا

## دوره التعليمي
يشكل السلم الخماسي مادة تدريس للمبتدئين في علم الموسيقى وذلك لسهولة عزف نغمات ألحانه فضلاً عن أنه مناسب جداً للارتجال النغمي (الموال) وذلك لغياب اثنين من النغمات التي تتطلب جهداً. ومن أشهر مقطوعات العزف المنفرد (السولو) في أعمال الإيتار مقطوعة (Guns N 'Roses cover of Knockin' on Heaven's).
1. ↑  موقع الثقافة الشعبية نسخة محفوظة 08 مارس 2016 على موقع واي باك مشين.
2. ↑  
http://ejabat.google.com/ejabat/thread?tid=75503e871167f445
[وصلة مكسورة] نسخة محفوظة 2016-06-10 على موقع واي باك مشين.
3. ↑  
Khan, Steve (2002). Pentatonic Khancepts, p.12
4. ↑  Benward & Saker (2003). Music: In Theory and Practice, Vol. I, p.37. Seventh Edition. ISBN 978-0-07-294262-0.
5. ↑  [
M. L. West, "Ancient Greek Music", Clarendon Press, 1994
6. ↑  
Benward & Saker (2003). Music: In Theory and Practice, Vol. I, p.37. Seventh Edition. ISBN 978-0-07-294262-0.